# Незарегистрированный брак
Незарегистри́рованный брак (также факти́ческий брак, факти́ческое сожи́тельство, неформа́льный брак, факти́ческие бра́чные отноше́ния (юрид.), бракоподо́бные отноше́ния (юрид.) и др.), сожи́тельство — отношения между партнёрами по совместному проживанию (сожительству), не оформленные в установленном законом порядке как брак.
В законодательстве РФ о семье и браке отсутствует понятие «фактический брак»; «признаётся брак, заключённый только в органах записи актов гражданского состояния» (ч. 2 ст. 1 Семейного кодекса РФ). 
В XIX веке в Российской империи семейные отношения, зарегистрированные только в органах государственной власти, называли «гражданским браком» — как противопоставление церковному браку, который был в то время основной формой брака.
В XX веке отношение к формам брака поменялось: теперь юридическую силу в большинстве стран мира имеет только гражданский брак.
В некоторых странах партнёры (в том числе и однополые (не бинарные)), состоящие в незарегистрированных брачных отношениях, при определённых условиях, предусмотренных государством, имеют некоторый перечень прав и обязанностей друг перед другом. Некоторые страны (например, Франция) предлагают партнёрам, не желающим заключать брак, облегчённую форму брака в виде гражданского партнёрства — правового института, по статусу находящегося между незарегистрированным и зарегистрированным браком.

## Юридическая сторона вопроса

### В России
Термин «фактические брачные отношения» был введён в юридическое употребление с принятием КЗоБСО (Кодекса законов о браке, семье и опеке) РСФСР 1926 года. До 1944 года ведение совместного хозяйства и общее проживание считались достаточным условием для признания фактического брака «настоящим» — со всеми вытекающими правами и обязанностями.
Указом Президиума Верховного Совета СССР от 8 июля 1944 года фактические брачные отношения были лишены юридической силы. Лицам, в них состоявшим, предоставлялась возможность зарегистрировать брак, указав при этом срок фактической совместной жизни. Если же такая регистрация оказывалась невозможной, так как один из фактических супругов умер или пропал без вести на фронте во время Великой Отечественной войны, то Указом Президиума Верховного Совета СССР от 10 ноября 1944 года другому фактическому супругу было предоставлено право обратиться в суд с заявлением о признании его (её) супругом умершего или пропавшего без вести на основании ранее действовавшего законодательства.
Но ныне действующий Семейный кодекс РФ, как и КоБС (Кодекс о браке и семье) РСФСР 1969 года, не содержит терминов «фактический брак», «фактические брачные отношения». Для обозначения лиц, состоящих или состоявших какое-то время во внебрачных отношениях, здесь использованы словосочетания «лица, не состоящие в браке между собой», «живущие семейной жизнью».
Согласно ныне действующему Семейному кодексу РФ, незарегистрированное совместное проживание мужчины и женщины не порождает брачных прав и обязанностей, хотя права детей, рождённых в браке, не отличаются от прав детей, рождённых вне брака.
Также после принятия Семейного кодекса РФ в 1995 году для признания отцовства стало достаточно любых доказательств, с достоверностью подтверждающих происхождение ребёнка от ответчика. Наиболее достоверным из них является генетическая экспертиза. Следует учитывать, что нормы Семейного кодекса РФ (кроме статей 34 — 37) не имеют обратной силы и не действуют в отношении установления отцовства детей, рождённых до 1 марта 1996 г.
Приобретаемое в фактическом сожительстве имущество не является по умолчанию совместным. В случае прекращения сожительства собственником имущества (автомобиль, квартира и т. д.) будет то лицо, на которое оно оформлено. Также и банковские кредиты, взятые в фактическом сожительстве, считаются обязательствами того из сожителей, на кого они оформлены.

### В других странах
Количество людей, проживающих в фактическом сожительстве, растёт по всему миру, и не имеет чёткой зависимости от уровня жизни в данной стране. Например, ещё в 1960 году примерно 5 % детей в США рождалось у незамужних женщин, но уже в 1980 году эта цифра достигла 18 %, а в 2009 году 41 %. В Европе процент фактических браков также неуклонно растет на протяжении последних десятилетий. По данным Евростата, в 2011 году 37,3 % всех родов в 27 странах ЕС были внебрачными. Большинство детей родилось вне брака в Исландии (64,3 %), Эстонии (59,7 %), Словении (56,8 %), Болгарии (56 %), Норвегии (55 %), Швеции (54,2 %) и Франции (55 %). Другими европейскими странами с высоким уровнем внебрачной рождаемости являются Бельгия (49 %), Дания (48,6 %), Великобритания (46,9 %), Латвия (43,7 %), Нидерланды (43,3 %), Венгрия (42,2 %), Чехия (41,8 %), Финляндия (40,8 %), Австрия (40,4 %), Словакия (34 %), Германия (33,5 %). Значительно ниже доля внебрачных рождений в Греции (8,1 %) и на Кипре (15,2 %). В России почти каждый третий ребёнок (30 %) в 2010 году родился вне брака.

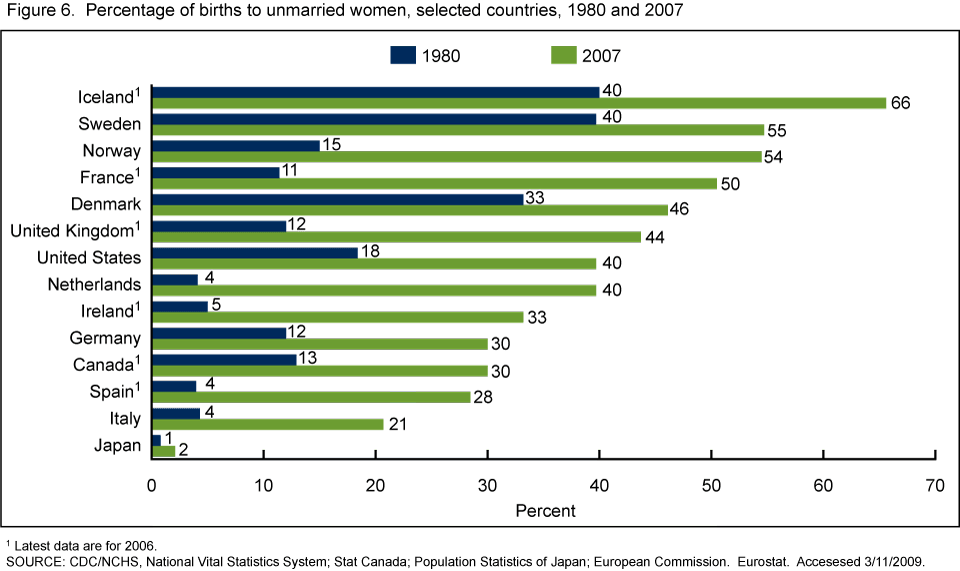
Процент детей, рождённых у женщин, не состоящих в браке (от общего количества новорожденных), по отдельным странам, в сравнении 1980 и 2007 года.

Однако лидерами по внебрачным отношениям являются страны Латинской Америки, несмотря на высокую долю религиозных католиков в этих странах. По данным ООН, в 1998 году от 55 % до 74 % детей в латиноамериканских странах рождены вне брака, и это там стало скорее нормой, чем исключением. Так, доля детей, рождённых вне брака, в Мексике составляла 41,5 %, в Чили — 43,6 %, в Пуэрто-Рико — 45,8 %, в Коста-Рике — 48,2 %, в Аргентине — 52,7 %, в Белизе — 58,1 %, в Сальвадоре — 73 %, в Панаме — 80 %.
Внебрачные рождения гораздо меньше распространены в Азии: в 1998 году их процент в Японии составлял 1,4 %, Израиле — 3,1 %, Китае — 5,6 %. Однако в Узбекистане он тогда достиг 6,4 %, Казахстане — 21 %, Киргизии — 24 %.

#### США
Законодательство большинства штатов США признает правовые последствия только за официально оформленным браком. Однако в ряде штатов США (в частности, Колорадо, Айове, Техасе, Юте, Канзасе, Южной Каролине, Монтане и Нью-Гэмпшире) для определённых целей, например, для наследования, взыскания алиментов, раздела совместно нажитого имущества имеют правовое значение и фактические брачные отношения, благодаря теории подразумеваемых соглашений (implied contract), согласно которой, исходя из поведения сторон, суд вправе установить наличие между фактическими супругами подразумеваемого соглашения, определяющего судьбу имущества, приобретенного в фактических брачных отношениях.

#### Германия
В Германии наряду с браками и однополыми гражданскими партнёрствами в немецком праве существует институт «бракоподобных жизненных сообществ» (нем. eheähnliche Lebensgemeinschaft), также называемых «внебрачными жизненными сообществами» (нем. nichteheliche Lebensgemeinschaft). Данные бракоподобные сообщества (как разно-, так и однополые) образуют при определённых условиях «единое жизненное сообщество» (нем. Einstehensgemeinschaft, Bedarfsgemeinschaft), частично защищаемое законом.
Германское законодательство признает правовые последствия только за зарегистрированным браком или гражданским партнёрством (для однополых пар). Однако германская судебная практика рассматривает вступление в фактический брак как образование общества гражданского права, то есть объединения лиц, не являющегося юридическим лицом, но которое вправе иметь обособленное имущество. При этом фактическое сожительство признается внутренним обществом (Innengesellschaft). Это означает, что соответствующие нормы об обществе применяются только к отношениям фактических супругов между собой, но не с третьими лицами. Фактические супруги могут заключить договор, регулирующий их имущественные отношения, но не вправе включать в договор о партнёрстве положения, затрагивающие интересы третьих лиц или государства (предусмотреть право одного из фактических супругов совершать без доверенности сделки от имени другого и т. п.).
Обычно такие договоры называются договорами о партнёрстве, их образцы опубликованы. В них предусматриваются, например, следующие положения: право одного партнёра пользоваться вещами другого без предоставления замены потребляемых вещей; равное участие партнеров в расходах на наём жилого помещения для совместного проживания; обязанность партнера, расторгающего фактический брак, выехать из такого помещения и обязанность другого партнёра освободить его со следующего после выезда месяца от расходов по оплате жилья; общая долевая собственность на приобретенные в период сожительства предметы домашнего обихода и раздел их при прекращении сожительства таким образом, чтобы каждый партнёр имел возможность в дальнейшем вести отдельное хозяйство. Условия договора о партнерстве не должны противоречить «добрым нравам», например, устанавливать обязанность возместить убытки или выплатить неустойку в случае одностороннего прекращения сожительства.

#### Эквадор
В Эквадоре в 1982 году был принят закон «О регулировании фактического брака», согласно которому «постоянный и моногамный фактический брак продолжительностью более двух лет между мужчиной и женщиной, свободными от брачного союза, чтобы вместе жить, рожать детей и оказывать друг другу взаимную помощь, дает основание для образования общности имущества». Все, что касается общности имущества в фактическом браке, регулируется нормами Гражданского кодекса Эквадора о супружеской общности. При этом постоянное управление общностью осуществляет тот из сожителей, который уполномочен на это официальной грамотой, а если уполномочие отсутствует, общностью управляет мужчина. Такой же порядок действует в Эквадоре и в отношении законного брака. Статья 10 закона Эквадора «О регулировании фактического брака» предписывает применять к пережившему лицу, состоявшему в фактическом браке, все правила о наследовании по закону, предусмотренные Гражданским кодексом Эквадора, как если бы он являлся супругом. Статья 11 предоставляет тем, кто «в согласии с данным законом основал фактический брак», право на все льготы, предусмотренные налоговым и пенсионным законодательством для супругов.
Общность имущества в фактическом браке по данному закону прекращается в следующих случаях:
а) по взаимному согласию состоящих в нём лиц, выраженному в публичной грамоте или перед судьёй по гражданским делам;
б) по воле одного из сожителей, причём также выраженной письменно перед судьёй по гражданским делам и сообщенной другому сожителю с соблюдением определённой процедуры;
в) в случае вступления одного из сожителей в брак с третьим лицом;
г) в случае смерти.

## Моральная оценка явления
В наше время фактический брак занимает всё более значимую социальную роль в институте семьи. Согласно отчёту американского Центра по контролю и профилактике заболеваний, всё чаще молодые люди предпочитают фактическое сожительство друг с другом и не оформляют свои отношения в юридическом плане.

### Религиозный взгляд

#### В христианстве
С самого момента возникновения христианства допустимые римским правом отношения конкубината не одобрялись. Христиане, вступая в брак по гражданским законам Римской империи, предварительно испрашивали на него благословение своего епископа. О намерении заключить брак объявлялось в Церкви до заключения гражданского договора. Святой Игнатий Богоносец в Послании к Поликарпу Смирнскому пишет:
А те, которые женятся и выходят замуж, должны вступать в союз с согласия епископа, чтобы брак был о Господе, а не по похоти. Пусть всё будет во славу Божию.
Тертуллиан писал, что истинный брак совершался пред лицом Церкви, освящался молитвой и скреплялся Евхаристией. Таким образом, христиане вступали в брак и через церковное благословение, и через принятый в римском государстве юридический договор.

Св. Василий Великий, в своих канонических правилах, утверждённых как общецерковные 2-м правилом Трулльским собором, прямо приравнивает сожительство к блуду: 
Блуд не есть брак, и даже не начало брака. Посему совокупившихся посредством блуда, лучше разлучать, если возможно. Если же всемерно держатся сожития (конкубината), то да приимут епитимию блуда: но да оставятся в сожитии брачном, да не горшее что будет (26-е правило святителя Василия Великого).
59 правило св. Василия Великого в качестве епитимии предписывает отлучать блудников от причастия на семь лет, однако по всей видимости такая строгая епитимья налагалась довольно редко.
Среди позднейших византийских каноников встречаются более мягкие взгляды. Так, Матфей Властарь, иеромонах из Солуни, в своём труде «Алфавитная синтагма» полагал:
Конкубинат считается дозволенным: ибо имеющий наложницею честную женщину и делающий это открыто, по-видимому, имеет её как жену; а в противном случае грешит по отношению к ней блудом (М. Властарь. Синтагма. П. гл.17).
В настоящее время Русская Православная Церковь признает законным зарегистрированный гражданский брак:
В период христианизации Римской империи законность браку по-прежнему сообщала гражданская регистрация. Освящая супружеские союзы молитвой и благословением, Церковь тем не менее признавала действительность брака, заключённого в гражданском порядке, в тех случаях, когда церковный брак был невозможен, и не подвергала супругов каноническим прещениям. Такой же практики придерживается в настоящее время Русская Православная Церковь.
Патриарх Московский и всея Руси Алексий II сказал:
Нужно приветствовать женщину, которая решилась одна родить и воспитать ребенка, всячески ей помогать, оберегать от косых взглядов и осуждения толпы. В наше время это героизм. Особенно если учесть, что многие весьма благополучные женщины и вовсе отказываются рожать детей, считая их ненужным бременем. Что до мужчин, которые подстрекают женщин к аборту или бросают их с детьми, то Церковь их осуждает, как и общество.
Критикуя священников, которые отказывались крестить внебрачных детей, Папа Римский Франциск утверждал, что незамужние матери поступили правильно, дав жизнь ребёнку, а не сделав аборт, и что Церковь не должна их сторониться. Он сказал:
В нашем церковном округе есть некоторые священники, которые не хотят крестить детей одиноких матерей, потому что эти дети не были зачаты в святости брака. Эти современные фарисеи. Это те, кто клерикализируют церковь. Те, кто хотят отделить народ Божий от спасения. А бедная девушка, которая вместо того, чтобы возвратить ребенка отправителю, имела отвагу принести его в мир, вынуждена ходить от прихода к приходу, чтобы его покрестить!

### Общественное мнение

#### В России
В январе 2018 года, по данным опросов ВЦИОМ, 46 % совершеннолетних россиян считали, что это нормально, когда два человека живут вместе, не намереваясь вступать в официальный брак. Одновременно 56 % утверждали, что отношения между мужчиной и женщиной, долгое время проживающими вместе, но не зарегистрированными как официальная семья в органах ЗАГСа, всё-таки нельзя считать браком. Половина опрошенных выступала против юридического приравнивания незарегистированных отношений к официальному браку. Также 71 % опрошенных уверены, что дети должны рождаться только в официальном браке.